# Glogovac
Glogovac (se citește Glogovaț; în albaneză Drenas / Gllogovc, în sârbă Глоговац, cu alfabetul latin: Glogovac) este un oraș și municipiu din centrul provinciei Kosovo.

## Istorie
Înainte de războiul din Kosovo, Armata de Eliberare din Kosovo (UCK) avea un nivel puternic de influența și controla zone mari din municipiu.

## Mai multe despre Glogovac
Municipiul Glogovac este situat în centrul proviciei Kosovo, între munții Çiçavica (Ciceavița) în est, și dealurile Drenica (Drenița) în nord vest. Strada principală care face legătura în Priștina și Peć (Peci), străbate municipiul.
La un nod de cale ferată în satul Komorane, un drum mai mic ce se extinde din nordul șoselei, trecând prin orașul Glogovac, și continuă până la orașul Srbica (Srbița). Există un număr de 36 de localități în municipiu, inclusiv orașul Glogovac. Înaintea războiului din 1999, populația municipiului a fost de aproximativ 69,000, formată aproape în întregime de albanezi kosovari, cu un număr mic de sârbi kosovari și alții numai din orașul Glogovac. În prezent, nu mai există nicio minoritate, astfel a rămas o populație de o singură etnie. Glogovac a fost leagănul mișcării9 naționaliste albaneze din Kosovo. Înaintea războiului din Kosovo, Armata de Eliberare din Kosovo (UCK) avea un nivel puternic de influența și controla zone mari din municipiu. În consecință, municipiul Glogovac a fost grav afectat, după cum a fost și regiunea Drenica.

## Instituții religioase, culturale și lăcașuri de cult
Religia predominantă în Glogovac este islamul. Deoarece prezența sârbilor a fost dintotdeauna nesemnificativ de numeroasă și nu au o zonă tradițională de decontare, nu există nicio biserică ortodoxă sârbă în Glogovac. Există opt moschei, principalele fiind în orașul Glogovac. Toate aceste moschei sunt în prezent deschise, cu excepția celei din Krajkovė, care a fost distrusă. Deși există un număr mic de catolici, în municipiu nu se află nicio biserică catolică. Comunitatea islamică are sediu în oraș. Nu există semne de influență politică în cadrul comunității religioase. Pe lângă moschei există și alte locuri de mare importanță. Acestea sunt mormintele în masă ale municipiului. Oamenii plătesc pentru vizitele obișnuite la mormintele specifice sau la locurile unde au avut loc masacre și organizează ceremonii pentru comemorarea rudelor ucise în timpul conflictului.

## Servicii. Mass-media și organizații
Servicii Internet. Cea mai cunoscută firmă care oferă internet în acea zonă este 'Q.SH.I.K. Sky net Dreneas. Compania a fost înființată după război în 2002, și este una din firmele principale din regiune.

ONG-uri locale și internaționale. Prezenț ONG-urilor internaționale din municipiu rămâne neschimbat. Numărul ONG-urilor rămâne redus, în timp ce nivelul lor de activitate pot fi descris ca fiind modest. Numai Comitetul Internațional al Crucii Roșii (CICR) continuă să se bazeze în Glogovac în timp ce alte câteva ONG-uri internaționale de lucru în Glogovac sunt, în principal, pe bază de la Priștina. Acestea includ CARITAS-ul elvețian, și Consiliul de Refugiați Danez (CRD). Cele mai distinse ONG-uri locale sunt Societatea Maica Tereza (SMT), Consiliul pentru Apărarea Drepturilor Omului și al Libertății, Shpresa, Aureola, Gresa, Nora, și Handikos. De asemenea, Asociația Veteranilor de Război UCK. Asociația invalidă UCK, Pritenii CPK (Corpul de Protecție Kosovo), și Asociația pensionarilor ș.a sunt în prezent active.

Mass-media locală
Nu sunt ziare locale, cu excepția temporară două reviste "Realiteti" (o revista de tineret) și "Spektri" (revista locală). Există două posturi de radio local, "Radio Drenas" și "Radio Dodona", dar nu există nici o stație de televiziune.

## Demografie
În 1991, populația municipiului a fost de 55.148, din care au fost 99.87% albanezi.